# 华美橄榄球联盟
华美橄榄球联盟（英語：Chinese National Football League），2019年前叫中国美式橄榄球联盟（英語：American Football League of China），2013年成立，是中国最早成立的美式橄榄球联赛，也是中国最高水平的美式橄榄球联赛，目前共有来自于中国大陆、香港和台湾地区的数十支球队。